# 甘烹碧站
甘烹碧站（音素換寫：S̄t̄hānī kảphængphechr，皇家轉寫：Sathani Kamphaeng Phet，泰語發音：[sā.tʰǎː.nīː kām.pʰɛ̄ːŋ pʰét]）位於泰國首都曼谷的乍都節縣，為甘烹碧路與「甘烹碧二街」交叉口的曼谷地鐵車站。站碼為 KAM。此站毗鄰洽圖洽週末市集。

## 車站構造
| G  | 地面               | 出入口                   |
| B1 | 地下行人道         | 1-3號出口                |
| B2 | 大堂               | 售票機                   |
| B3 | 1號月台            | MRT 往曼瓦（乍都節公園） |
| B3 | 島式月台，右側開門 |                          |
| B3 | 2號月台            | MRT 往島本（挽賜）       |

## 鄰近地點

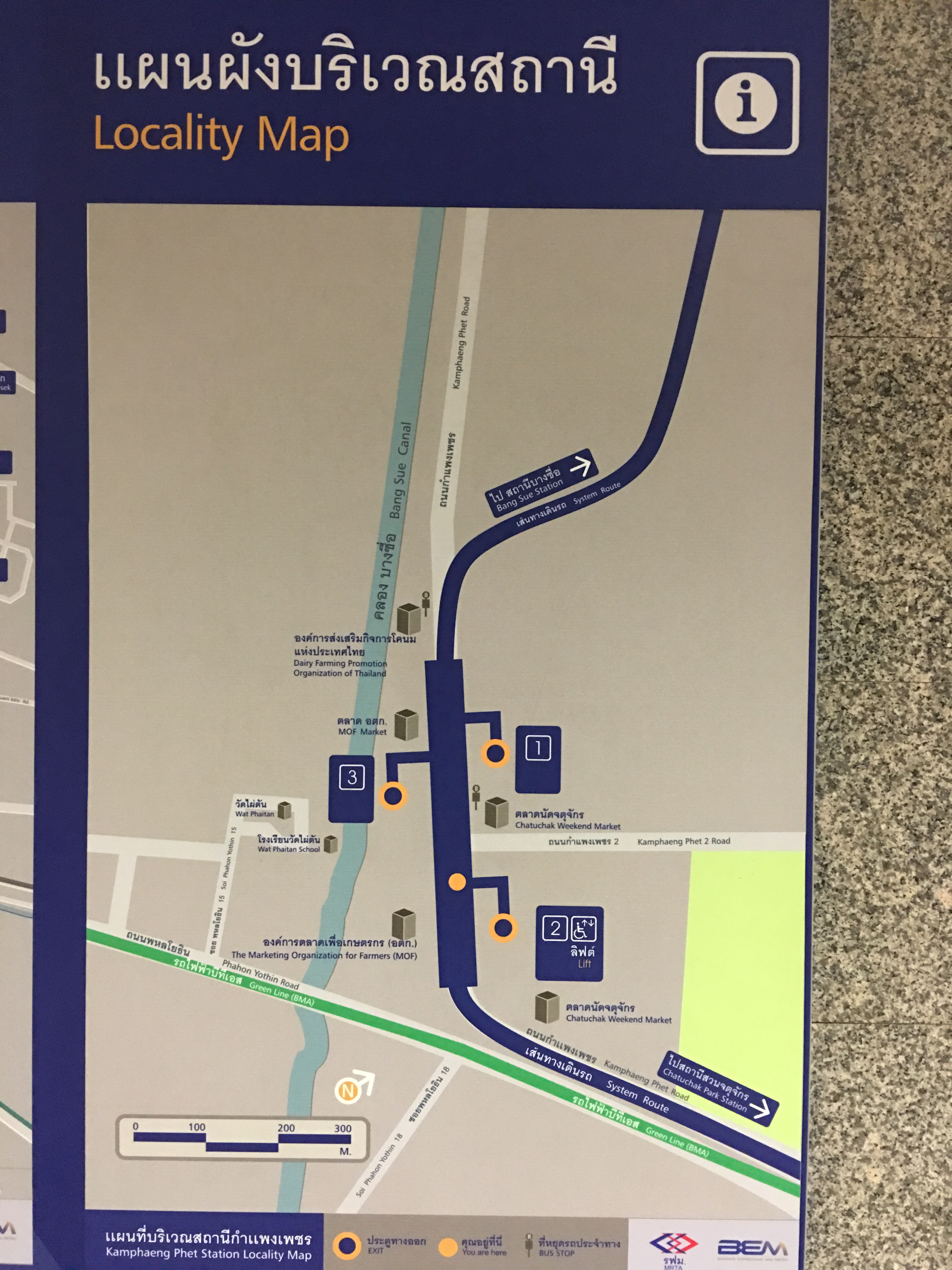
車站周邊地圖

- 出口 1：乍都節公園、乍都節假日市集、甘烹碧二街
- 出口 2：乍都節公園、乍都節假日市集、拍鳳裕庭路、農業合作社
- 出口 3：三昇郵政局 (Samsen Post Office)、Iiberty Garden Hotel、Wat Phaltan、泰國奶業推廣組織

## 公共汽車
- 公共汽車：3、8、24、26、27、28、29、34、38、39、44、51、52、59、63、92、96、104、107、108、122、126、129、134、134、136、145、157、158、159、170、177、182、187、188、502、503、504、510、512、513、517、518、523、524、528、529、536、538、545、554及555

## 外部連結
- 曼谷地鐵公司的官方網站
- 曼谷集體運輸系統(架空電車)的官方網站

1. ↑  . ไทยรัฐฉบับพิมพ์. 23 June 2017  [23 June 2017]. （原始内容存档于2019-04-06）.